# Municipio de Blair (Pensilvania)
El municipio de Blair (en inglés: Blair Township) es un municipio ubicado en el condado de Blair en el estado estadounidense de Pensilvania. En el año 2000 tenía una población de 4.587 habitantes y una densidad poblacional de 130.2 personas por km².

## Geografía
El municipio de Blair se encuentra ubicado en las coordenadas 40°22′10″N 78°24′59″O / 40.36944, -78.41639.

## Demografía
Según la Oficina del Censo en 2000 los ingresos medios por hogar en la localidad eran de $44,101 y los ingresos medios por familia eran $50,662. Los hombres tenían unos ingresos medios de $36,768 frente a los $27,125 para las mujeres. La renta per cápita para la localidad era de $21,764. Alrededor del 6,4% de la población estaban por debajo del umbral de pobreza.